# East Coast Anthem
«East Coast Anthems» es una canción de la banda de pop punk estadounidense Good Charlotte lanzada como cuarta canción de su disco homónimo debut Good Charlotte.

## Significado
La canción habla sobre un chico al cual le gusta una chica, pero esta repudia la forma en la que él habla, y el camino que esta tomando, por eso el chico se pregunta: "wouldn't it be perfect if i could sit with you? and we would change a thing or two, we would change a thing or two, we would change the way you think, we would change the way i think, we can't change the way they think so we're not changin' anything." 
En español: "¿ no seria perfecto si pudiera sentarme junto a ti ? y que pudiéramos cambiar una cosa o dos, pudiéramos cambiar una cosa o dos?, queremos cambiar la manera en la que piensas, queremos cambiar la manera en la que pienso, no podemos cambiar la manera en la que ellos piensas, así que no cambiamos nada."

## Versiones
La canción tiene una versión rara que fue lanzada en el primer EP de la banda, GC EP